# Kinney
Kinney is een plaats (city) in de Amerikaanse staat Minnesota, en valt bestuurlijk gezien onder St. Louis County.

## Demografie
Bij de volkstelling in 2000 werd het aantal inwoners vastgesteld op 199.
In 2006 is het aantal inwoners door het United States Census Bureau geschat op 190, een daling van 9 (-4.5%).

## Geografie
Volgens het United States Census Bureau beslaat de plaats een oppervlakte van
12,5 km², waarvan 11,8 km² land en 0,7 km² water. Kinney ligt op ongeveer 470 m boven zeeniveau.

## Plaatsen in de nabije omgeving
De onderstaande figuur toont nabijgelegen plaatsen in een straal van 16 km rond Kinney.